# Danh sách đơn vị hành chính cấp hương của Chiết Giang

## Chiết Giang

### Hàng Châu
| Thành phố cấp phó tỉnh Hàng Châu quản lí 13 đơn vị hành chính cấp huyện, trong đó quản lí trực tiếp 10 quận, 2 huyện và quản lí đại thể 1 thành phố cấp huyện. Các đơn vị hành chính cấp huyện này được chia thành 197 đơn vị hành chính cấp hương, bao gồm 99 nhai đạo, 75 trấn, 22 hương và 1 hương dân tộc. | |
| Thượng Thành | Nhai đạo |
| Thượng Thành | Thanh Ba, Hồ Tân, Tiểu Doanh, Nam Tinh, Tử Dương, Vọng Giang, Khải Toàn, Thải Hà, Áp Lộng Khẩu, Tứ Quý Thanh, Bành Phụ, Kiển Kiều, Đinh Lan, Cửu Bảo                                                  |
| Củng Thự | Nhai đạo |
| Củng Thự | Mễ Thị Hạng, Hồ Thự, Tiểu Hà, Hòa Mục, Củng Thần Kiều, Đại Quan, Thượng Đường, Tường Phù, Khang Kiều, Bán Sơn, Trường Khánh, Vũ Lâm, Thiên Thủy, Triều Minh, Triêu Huy, Văn Huy, Đông Tân, Thạch Kiều |
| Lâm Bình | Nhai đạo |
| Lâm Bình | Lâm Bình, Đông Hồ, Nam Uyển, Tinh Kiều, Vận Hà, Kiều Tư, Sùng Hiền |
| Lâm Bình | Trấn |
| Lâm Bình | Đường Thê |
| Tiền Đường | Nhai đạo |
| Tiền Đường | Bạch Dương, Hạ Sa, Hà Trang, Nghĩa Bồng, Tân Loan, Lâm Giang, Tiền Tiến |
| Tây Hồ | Nhai đạo |
| Tây Hồ | Bắc Sơn, Tây Khê, Thúy Uyển, Cổ Đãng, Tây Hồ, Lưu Hạ, Chuyển Đường, Tưởng Thôn, Linh Ẩn, Văn Tân |
| Tây Hồ | Trấn |
| Tây Hồ | Tam Đôn, Song Phổ |
| Tân Giang | Nhai đạo |
| Tân Giang | Tây Hưng, Trường Hà, Phổ Duyên |
| Tiêu Sơn | Nhai đạo |
| Tiêu Sơn | Thành Sương, Bắc Cán, Thục Sơn, Tân Đường, Tĩnh Giang, Nam Dương, Nghĩa Bồng, Hà Trang, Tân Loan, Lâm Giang, Tiền Tiến, Văn Yển, Ninh Vi, Tân Nhai, Doanh Phong                                       |
| Tiêu Sơn | Trấn |
| Tiêu Sơn | Lâu Tháp, Hà Thượng, Đái Thôn, Phổ Dương, Tiến Hóa, Lâm Phổ, Nghĩa Kiều, Sở Tiền, Nha Tiền, Qua Lịch, Ích Nông, Đảng Loan                                                                             |
| Dư Hàng | Nhai đạo |
| Dư Hàng | Ngũ Thường, Nhân Hòa, Lương Chử, Nhàn Lâm, Thương Tiền, Dư Hàng, Trung Thái |
| Dư Hàng | Trấn |
| Dư Hàng | Kính Sơn, Bình Diêu, Lô Điểu, Bách Trượng, Hoàng Hồ |
| Phú Dương | Nhai đạo |
| Phú Dương | Phú Xuân, Xuân Giang, Lộc Sơn, Đông Châu, Ngân Hồ |
| Phú Dương | Trấn |
| Phú Dương | Vạn Thị, Động Kiều, Lục Chử, Vĩnh Xương, Lý Sơn, Thường Lục, Tràng Khẩu, Thường An, Long Môn, Tân Đăng, Tư Khẩu, Đại Nguyên, Linh Kiều                                                                |
| Phú Dương | Hương |
| Phú Dương | Tân Đồng, Thượng Quan, Hoàn Sơn, Hồ Nguyên, Xuân Kiến, Ngư Sơn |
| Lâm An | Nhai đạo |
| Lâm An | Linh Lung, Cẩm Nam, Cẩm Thành, Cẩm Bắc, Thanh Sơn Hồ |
| Lâm An | Trấn |
| Lâm An | Cao Hồng, Thái Hồ, Vu Tiềm, Thái Dương, Tiềm Xuyên, Xương Hóa, Hà Kiều, Thoan Khẩu, Thanh Lương Phong, Đảo Thạch, Bản Kiều, Thiên Mục Sơn, Long Cương                                                 |
| Đồng Lư | Nhai đạo |
| Đồng Lư | Cựu Huyện, Đồng Quân, Thành Nam, Phượng Xuyên |
| Đồng Lư | Trấn |
| Đồng Lư | Phú Xuân Giang, Hoành Thôn, Phân Thủy, Dao Lâm, Bách Giang, Giang Nam |
| Đồng Lư | Hương |
| Đồng Lư | Chung Sơn, Tân Hợp, Hợp Thôn |
| Đồng Lư | Hương dân tộc |
| Đồng Lư | Nga Sơn |
| Thuần An | Trấn |
| Thuần An | Thiên Đảo Hồ, Văn Xương, Thạch Lâm, Lâm Kỳ, Uy Bình, Khương Gia, Tử Đồng, Phần Khẩu, Trung Châu, Đại Thự, Phong Thụ Lĩnh                                                                              |
| Thuần An | Hương |
| Thuần An | Lý Thương, Kim Phong, Phú Văn, Tả Khẩu, Bình Môn, Dao Sơn, Vương Phụ, Tống Thôn, Cưu Khanh, Lãng Xuyên, Giới Thủ, An Dương                                                                            |
| Kiến Đức | Nhai đạo |
| Kiến Đức | Tân An Giang, Dương Khê, Canh Lâu |
| Kiến Đức | Trấn |
| Kiến Đức | Liên Hoa, Càn Đàm, Mai Thành, Dương Thôn Kiều, Hạ Nhai, Đại Dương, Tam Đô, Thọ Xương, Hàng Đầu, Đại Từ Nham, Đại Đồng, Lý Gia                                                                         |
| Kiến Đức | Hương |
| Kiến Đức | Khâm Đường |

### Ninh Ba
| Thành phố cấp phó tỉnh Ninh Ba quản lí 10 đơn vị hành chính cấp huyện, trong đó quản lí trực tiếp 6 quận, 2 huyện và quản lí đại thể 2 thành phố cấp huyện. Các đơn vị hành chính cấp huyện này được chia thành 156 đơn vị hành chính cấp hương, bao gồm 73 nhai đạo, 73 trấn, và 10 hương. | |
| Hải Thự | Nhai đạo |
| Hải Thự | Nam Môn, Giang Hạ, Tây Môn, Nguyệt Hồ, Cổ Lâu, Bạch Vân, Đoạn Đường, Vọng Xuân, Thạch Thế                                                                      |
| Hải Thự | Trấn |
| Hải Thự | Cao Kiều, Hoành Nhai, Tập Sĩ Cảng, Cổ Lâm, Động Kiều, Ngân Giang, Chương Thủy                                                                                  |
| Hải Thự | Hương |
| Hải Thự | Long Quan |
| Giang Bắc | Nhai đạo |
| Giang Bắc | Ngoại Than, Khổng Phổ, Văn Giáo, Dũng Giang, Trang Kiều, Hồng Đường, Tiền Giang                                                                                |
| Giang Bắc | Trấn |
| Giang Bắc | Từ Thành |
| Bắc Lôn | Nhai đạo |
| Bắc Lôn | Đại Tạ, Tân Thế, Tiểu Cảng, Đại Thế, Hà Phổ, Sài Kiều, Thích Gia Sơn, Xuân Hiểu, Mai Sơn, Quách Cự, Bạch Phong                                                 |
| Trấn Hải | Nhai đạo |
| Trấn Hải | Chiêu Bảo Sơn, Giao Xuyên, Lạc Đà, Trang Thị, Quý Tứ |
| Trấn Hải | Trấn |
| Trấn Hải | Hải Phổ, Cửu Long Hồ |
| Ngân Châu | Nhai đạo |
| Ngân Châu | Hạ Ứng, Chung Công Miếu, Mai Khư, Trung Hà, Thủ Nam, Phan Hỏa, Bách Trượng, Đông Thắng, Minh Lâu, Bạch Hạc, Đông Liễu, Đông Giao, Phúc Minh, Tân Minh, Tụ Hiền |
| Ngân Châu | Trấn |
| Ngân Châu | Chiêm Kỳ, Hàm Tường, Đường Khê, Đông Tiền, Đông Ngô, Ngũ Hương, Khâu Ải, Vân Long, Hoành Khê, Khương Sơn                                                       |
| Phụng Hóa | Nhai đạo |
| Phụng Hóa | Cẩm Bình, Nhạc Lâm, Giang Khẩu, Tây Ổ, Tiêu Vương Miếu, Phương Kiều, Thượng Điền, Thuần Hồ                                                                     |
| Phụng Hóa | Trấn |
| Phụng Hóa | Khê Khẩu, Cừu Thôn, Đại Yển, Tùng Áo |
| Tượng Sơn | Nhai đạo |
| Tượng Sơn | Đan Đông, Đan Tây, Tước Khê |
| Tượng Sơn | Trấn |
| Tượng Sơn | Thạch Phổ, Tây Chu, Hạc Phổ, Hiền Tường, Tường Đầu, Tứ Châu Đầu, Định Đường, Đồ Tỳ, Đại Từ, Tân Kiều                                                           |
| Tượng Sơn | Hương |
| Tượng Sơn | Đông Trần, Hiểu Đường, Hoàng Tị Áo, Mao Dương, Cao Đường Đảo                                                                                                   |
| Ninh Hải | Nhai đạo |
| Ninh Hải | Dược Long, Đào Nguyên, Mai Lâm, Kiều Đầu Hồ |
| Ninh Hải | Trấn |
| Ninh Hải | Trường Nhai, Lực Dương, Nhất Thị, Xóa Lộ, Tiền Đồng, Tang Châu, Hoàng Đàn, Đại Giai Hà, Cường Giao, Tây Điếm, Thâm Quyến                                       |
| Ninh Hải | Hương |
| Ninh Hải | Hồ Trần, Trà Viện, Việt Khê |
| Dư Diêu | Nhai đạo |
| Dư Diêu | Lê Châu, Phượng Sơn, Lan Giang, Dương Minh, Đê Đường, Lãng Hà                                                                                                  |
| Dư Diêu | Trấn |
| Dư Diêu | Lâm Sơn, Hoàng Gia Phụ, Tiểu Tào Nga, Tứ Môn, Mã Chử, Mưu Sơn, Trượng Đình, Tam Thất Thị, Hà Mỗ Độ, Đại Ẩn, Lục Phụ, Lương Lộng, Đại Lam, Tứ Minh Sơn          |
| Dư Diêu | Hương |
| Dư Diêu | Lộc Đình |
| Từ Khê | Nhai đạo |
| Từ Khê | Tông Hán, Khảm Đôn, Hử Sơn, Bạch Sa Lộ, Cổ Đường |
| Từ Khê | Trấn |
| Từ Khê | Chưởng Khởi, Quan Hải Vệ, Phụ Hải, Kiều Đầu, Khuông Yển, Tiêu Lâm, Tân Phổ, Thắng Sơn, Hoành Hà, Sùng Thọ, Am Đông, Trường Hà, Chu Hạng, Long Sơn              |

### Ôn Châu
| Thành phố cấp địa khu Ôn Châu quản lí 12 đơn vị hành chính cấp huyện, trong đó quản lí trực tiếp 4 quận, 5 huyện và quản lí đại thể 3 thành phố cấp huyện. Các đơn vị hành chính cấp huyện này được chia thành 180 đơn vị hành chính cấp hương, bao gồm 62 nhai đạo, 90 trấn, 2 trấn dân tộc, 21 hương và 5 hương dân tộc. | |
| Lộc Thành | Nhai đạo |
| Lộc Thành | Ngũ Mã, Thất Đô, Tân Giang, Nam Hối, Tùng Đài, Song Tự, Ngưỡng Nghĩa, Đại Nam, Bồ Hài Thị, Nam Giao, Quảng Hóa, Phong Môn                                  |
| Lộc Thành | Trấn |
| Lộc Thành | Đằng Kiều, Sơn Phúc |
| Long Loan | Nhai đạo |
| Long Loan | Vĩnh Trung, Bồ Châu, Hải Tân, Vĩnh Hưng, Trạng Nguyên, Dao Khê                                                                                             |
| Âu Hải | Nhai đạo |
| Âu Hải | Cảnh Sơn, Ngô Điền, Nam Bạch Tượng, Trà Sơn, Lâu Kiều, Tân Kiều, Tam Dương, Cù Khê, Quách Khê, Phan Kiều, Lệ Áo, Tiên Nham                                 |
| Âu Hải | Trấn |
| Âu Hải | Trạch Nhã |
| Động Đầu | Nhai đạo |
| Động Đầu | Bắc Áo, Linh Côn, Đông Bình, Nguyên Giác, Nghê Tự |
| Động Đầu | Trấn |
| Động Đầu | Đại Môn |
| Động Đầu | Hương |
| Động Đầu | Lộc Tây |
| Vĩnh Gia | Nhai đạo |
| Vĩnh Gia | Đông Thành, Bắc Thành, Nam Thành, Tam Giang, Hoàng Điền, Ô Ngưu, Âu Bắc                                                                                    |
| Vĩnh Gia | Trấn |
| Vĩnh Gia | Kiều Đầu, Kiều Hạ, Đại Nhược Nham, Bích Liên, Tốn Thạch, Nham Đầu, Phong Lâm, Nham Thản, Sa Đầu, Hạc Thịnh, Kim Khê                                        |
| Vĩnh Gia | Hương |
| Vĩnh Gia | Vân Lĩnh, Mính Áo, Khê Hạ, Giới Khanh |
| Bình Dương | Trấn |
| Bình Dương | Côn Dương, Ngao Giang, Thủy Đầu, Tiêu Giang, Đằng Giao, Sơn Môn, Thuận Khê, Nam Nhạn, Vạn Toàn, Hải Tây, Nam Kỷ, Ma Bộ, Phượng Ngọa, Hoài Khê              |
| Bình Dương | Hương |
| Bình Dương | Nháo Thôn |
| Bình Dương | Hương dân tộc |
| Bình Dương | Thanh Nhai |
| Thương Nam | Trấn |
| Thương Nam | Linh Khê, Nghi Sơn, Tiền Khố, Kim Hương, Tảo Khê, Kiều Đôn, Phàn Sơn, Xích Khê, Mã Trạm, Vọng Lý, Viêm Đình, Đại Ngư, Cử Khê, Nam Tống, Hà Quan, Duyên Phổ |
| Thương Nam | Hương dân tộc |
| Thương Nam | Phượng Dương, Đại Lĩnh |
| Văn Thành | Trấn |
| Văn Thành | Đại Học, Bách Trượng Tế, Nam Điền, Hoàng Thản, San Khê, Cự Tự, Ngọc Hồ, Học Khẩu, Chu Nhưỡng, Đồng Linh Sơn, Nhị Nguyên                                    |
| Văn Thành | Trấn dân tộc |
| Văn Thành | Tây Khanh |
| Văn Thành | Hương |
| Văn Thành | Quế Sơn, Song Quế, Bình Hòa, Công Dương |
| Văn Thành | Hương dân tộc |
| Văn Thành | Chu Sơn |
| Thái Thuận | Trấn |
| Thái Thuận | La Dương, Bách Trượng, Tiểu Thôn, Tứ Khê, Bành Khê, Nhã Dương, Sĩ Dương, Tam Khôi, Nam Phổ Khê, Quy Hồ, Tây Dương                                          |
| Thái Thuận | Trấn dân tộc |
| Thái Thuận | Ti Tiền |
| Thái Thuận | Hương |
| Thái Thuận | Bao Dương, Phượng Dương, Đông Khê, Liễu Phong, Tuyết Khê, Đại An                                                                                           |
| Thái Thuận | Hương dân tộc |
| Thái Thuận | Trúc Lý |
| Thụy An | Nhai đạo |
| Thụy An | An Dương, Ngọc Hải, Cẩm Hồ, Đông Sơn, Thượng Vọng, Tân Thăng, Đinh Điền, Phi Vân, Tiên Hàng, Nam Tân, Phan Đại, Vân Chu                                    |
| Thụy An | Trấn |
| Thụy An | Đường Hạ, Mã Tự, Đào Sơn, Hồ Lĩnh, Cao Lâu, Đồng Phổ, Lâm Xuyên, Tào Thôn, Bình Dương Khanh                                                                |
| Thụy An | Hương |
| Thụy An | Phương Trang, Bắc Kỷ |
| Nhạc Thanh | Nhai đạo |
| Nhạc Thanh | Thành Đông, Nhạc Thành, Thành Nam, Diêm Bồn, Ông Dương, Bạch Thạch, Thạch Phàm, Thiên Thành                                                                |
| Nhạc Thanh | Trấn |
| Nhạc Thanh | Đại Kinh, Tiên Khê, Nhạn Đãng, Phù Dung, Thanh Giang, Hồng Kiều, Đạm Khê, Liễu Thị, Bắc Bạch Tượng, Hồ Vụ, Nam Đường, Nam Nhạc, Bồ Kỳ, Bàn Thạch           |
| Nhạc Thanh | Hương |
| Nhạc Thanh | Trí Nhân, Long Tây, Lĩnh Để |
| Long Cảng | Không có đơn vị hành chính cấp hương |

### Gia Hưng
| Thành phố cấp địa khu Gia Hưng quản lí 7 đơn vị hành chính cấp huyện, trong đó quản lí trực tiếp 2 quận, 2 huyện và quản lí đại thể 3 thành phố cấp huyện. Các đơn vị hành chính cấp huyện này được chia thành 72 đơn vị hành chính cấp hương, bao gồm 30 nhai đạo và 42 trấn. |                                                                                                 |
| Nam Hồ | Nhai đạo                                                                                        |
| Nam Hồ | Kiến Thiết, Giải Phóng, Tân Gia, Nam Hồ, Tân Hưng, Thành Nam, Đông Sách, Trường Thủy, Thất Tinh |
| Nam Hồ | Trấn                                                                                            |
| Nam Hồ | Phượng Kiều, Dư Tân, Tân Phong, Đại Kiều                                                        |
| Tú Châu | Nhai đạo                                                                                        |
| Tú Châu | Tân Thành, Gia Bắc, Đường Hối, Cao Chiếu                                                        |
| Tú Châu | Trấn                                                                                            |
| Tú Châu | Vương Giang Kính, Du Xa Cảng, Tân Thăng, Vương Điếm, Hồng Hợp                                   |
| Gia Thiện | Nhai đạo                                                                                        |
| Gia Thiện | Ngụy Đường, La Tinh, Huệ Dân                                                                    |
| Gia Thiện | Trấn                                                                                            |
| Gia Thiện | Đại Vân, Tây Đường, Cán Diêu, Đào Trang, Diêu Trang, Thiên Ngưng                                |
| Hải Diêm | Nhai đạo                                                                                        |
| Hải Diêm | Vũ Nguyên, Tây Đường Kiều, Tần Sơn, Vọng Hải                                                    |
| Hải Diêm | Trấn                                                                                            |
| Hải Diêm | Thẩm Đãng, Bách Bộ, Vu Thành, Cảm Phổ, Thông Nguyên                                             |
| Hải Ninh | Nhai đạo                                                                                        |
| Hải Ninh | Giáp Thạch, Hải Châu, Hải Xương, Mã Kiều                                                        |
| Hải Ninh | Trấn                                                                                            |
| Hải Ninh | Hứa Thôn, Trường An, Chu Vương Miếu, Đinh Kiều, Tà Kiều, Hoàng Loan, Diêm Quan, Viên Hoa        |
| Bình Hồ | Nhai đạo                                                                                        |
| Bình Hồ | Đương Hồ, Chung Đại, Tào Kiều                                                                   |
| Bình Hồ | Trấn                                                                                            |
| Bình Hồ | Sạ Phổ, Tân Đại, Tân Thương, Quảng Trần, Sơn Đại, Độc Sơn Cảng                                  |
| Đồng Hương | Nhai đạo                                                                                        |
| Đồng Hương | Ngô Đồng, Phượng Minh, Cao Kiều                                                                 |
| Đồng Hương | Trấn                                                                                            |
| Đồng Hương | Ô Trấn, Bộc Viện, Đồ Điện, Thạch Môn, Hà Sơn, Châu Tuyền, Đại Ma, Sùng Phúc                     |

### Hồ Châu
| Thành phố cấp địa khu Hồ Châu quản lí trực tiếp 5 đơn vị hành chính cấp huyện, bao gồm 2 quận và 3 huyện. Các đơn vị hành chính cấp huyện này được chia thành 71 đơn vị hành chính cấp hương, bao gồm 26 nhai đạo, 39 trấn và 6 hương. | |
| Ngô Hưng | Nhai đạo |
| Ngô Hưng | Nguyệt Hà, Triêu Dương, Ái Sơn, Phi Anh, Long Tuyền, Phượng Hoàng, Khang Sơn, Nhân Hoàng Sơn, Tân Hồ, Long Khê, Dương Gia Phụ, Hoàn Chử, Hồ Đông |
| Ngô Hưng | Trấn |
| Ngô Hưng | Chức Lý, Bát Lý Điếm, Diệu Tây, Đại Khê, Đông Lâm                                                                                                |
| Ngô Hưng | Hương |
| Ngô Hưng | Đạo Tràng |
| Nam Tầm | Trấn |
| Nam Tầm | Nam Tầm, Song Lâm, Luyện Thị, Thiện Liễn, Cựu Quán, Lăng Hồ, Hòa Phu, Thiên Kim, Thạch Tông                                                      |
| Đức Thanh | Nhai đạo |
| Đức Thanh | Vũ Khang, Vũ Dương, Phụ Khê, Hạ Chử Hồ, Khang Càn                                                                                                |
| Đức Thanh | Trấn |
| Đức Thanh | Càn Nguyên, Tân Thị, Lạc Xá, Chung Quản, Lôi Điện, Vũ Việt, Tân An, Mạc Cán Sơn                                                                  |
| Trường Hưng | Nhai đạo |
| Trường Hưng | Trĩ Thành, Họa Khê, Thái Hồ, Long Sơn |
| Trường Hưng | Trấn |
| Trường Hưng | Hồng Kiều, Lý Gia Hạng, Giáp Phổ, Lâm Thành, Hồng Tinh Kiều, Tiểu Phổ, Hòa Bình, Tứ An, Môi Sơn                                                  |
| Trường Hưng | Hương |
| Trường Hưng | Thủy Khẩu, Lữ Sơn |
| An Cát | Nhai đạo |
| An Cát | Đệ Phô, Xương Thạc, Linh Phong, Hiếu Nguyên |
| An Cát | Trấn |
| An Cát | Chướng Ngô, Hàng Cai, Hiếu Phong, Báo Phúc, Chương Thôn, Thiên Hoang Bình, Mai Khê, Thiên Tử Hồ                                                  |
| An Cát | Hương |
| An Cát | Khê Long, Thượng Thự, Sơn Xuyên |

### Thiệu Hưng
| Thành phố cấp địa khu Thiệu Hưng quản lí 6 đơn vị hành chính cấp huyện, trong đó quản lí trực tiếp 3 quận, 1 huyện và quản lí đại thể 2 thành phố cấp huyện. Các đơn vị hành chính cấp huyện này được chia thành 103 đơn vị hành chính cấp hương, bao gồm 47 nhai đạo, 49 trấn và 7 hương. | |
| Việt Thành | Nhai đạo |
| Việt Thành | Tháp Sơn, Phủ Sơn, Bắc Hải, Thành Nam, Kê Sơn, Địch Đãng, Đông Hồ, Linh Chi, Đông Phổ, Giám Hồ, Đấu Môn, Cao Phụ, Mã Sơn, Tôn Đoan, Đào Yển                                        |
| Việt Thành | Trấn |
| Việt Thành | Phú Thịnh |
| Kha Kiều | Nhai đạo |
| Kha Kiều | Kha Kiều, Kha Nham, Hoa Xá, Hồ Đường, Tề Hiền, Phúc Toàn, An Xương, Lan Đình, Tiền Thanh, Dương Tấn Kiều, Mã An                                                                    |
| Kha Kiều | Trấn |
| Kha Kiều | Bình Thủy, Vương Đàn, Kê Đông, Li Chử, Hạ Lý |
| Thượng Ngu | Nhai đạo |
| Thượng Ngu | Bách Quan, Tào Nga, Đông Quan, Đạo Khư, Lương Hồ, Tiểu Việt, Tung Hạ, Lịch Hải |
| Thượng Ngu | Trấn |
| Thượng Ngu | Trường Đường, Thượng Phổ, Tang Phổ, Chương Trấn, Hạ Quản, Phong Huệ, Vĩnh Hòa, Dịch Đình, Tạ Đường, Cái Bắc                                                                        |
| Thượng Ngu | Hương |
| Thượng Ngu | Lĩnh Nam, Trần Khê, Đinh Trạch |
| Tân Xương | Nhai đạo |
| Tân Xương | Vũ Lâm, Nam Minh, Thất Tinh, Trừng Đàm |
| Tân Xương | Trấn |
| Tân Xương | Hồi Sơn, Tiểu Tương, Sa Khê, Kính Lĩnh, Nho Áo, Ốc Châu |
| Tân Xương | Hương |
| Tân Xương | Thành Nam, Đông Minh |
| Chư Kỵ | Nhai đạo |
| Chư Kỵ | Kỵ Dương, Hoán Đông, Đào Chu, Kỵ Nam, Đại Đường |
| Chư Kỵ | Trấn |
| Chư Kỵ | Ứng Điếm Nhai, Thứ Ổ, Điếm Khẩu, Diêu Giang, Sơn Hạ Hồ, Phong Kiều, Triệu Gia, Mã Kiếm, Ngũ Tiết, Bài Đầu, Đồng Sơn, An Hoa, Hoàng Sơn, Trần Trạch, Lĩnh Bắc, Lý Phổ, Đông Bạch Hồ |
| Chư Kỵ | Hương |
| Chư Kỵ | Đông Hòa |
| Thặng Châu | Nhai đạo |
| Thặng Châu | Diệm Hồ, Tam Giang, Lộc Sơn, Phổ Khẩu |
| Thặng Châu | Trấn |
| Thặng Châu | Cam Lâm, Trường Nhạc, Sùng Nhân, Hoàng Trạch, Tam Giới, Thạch Hoàng, Cốc Lai, Tiên Nham, Kim Đình, Hạ Vương                                                                        |
| Thặng Châu | Hương |
| Thặng Châu | Quý Môn |

### Kim Hoa
| Thành phố cấp địa khu Kim Hoa quản lí 9 đơn vị hành chính cấp huyện, trong đó quản lí trực tiếp 2 quận, 3 huyện và quản lí đại thể 4 thành phố cấp huyện. Các đơn vị hành chính cấp huyện này được chia thành 147 đơn vị hành chính cấp hương, bao gồm 42 nhai đạo, 73 trấn, 1 trấn dân tộc, 30 hương và 1 hương dân tộc. | |
| Vụ Thành | Nhai đạo |
| Vụ Thành | Thành Đông, Thành Trung, Thành Tây, Thành Bắc, Giang Nam, Tam Giang, Tây Quan, Thu Tân, Tân Sư                     |
| Vụ Thành | Trấn |
| Vụ Thành | La Điếm, Nhã Phán, An Địa, Bạch Long Kiều, Lang Gia, Tưởng Đường, Thang Khê, La Phụ, Dương Phụ                     |
| Vụ Thành | Hương |
| Vụ Thành | Càn Tây, Trúc Mã, Trường Sơn, Nhược Dương, Sa Phán, Tháp Thạch, Lĩnh Thượng, Tân Phán, Tô Mạnh                     |
| Kim Đông | Nhai đạo |
| Kim Đông | Đa Hồ, Đông Hiếu                                                                                                   |
| Kim Đông | Trấn |
| Kim Đông | Hiếu Thuận, Phó Thôn, Tào Trạch, Lễ Phổ, Lĩnh Hạ, Giang Đông, Đường Nhã, Xích Tùng                                 |
| Kim Đông | Hương |
| Kim Đông | Nguyên Đông |
| Vũ Nghĩa | Nhai đạo |
| Vũ Nghĩa | Bạch Dương, Hồ Sơn, Thục Khê                                                                                       |
| Vũ Nghĩa | Trấn |
| Vũ Nghĩa | Lý Thản, Đồng Cầm, Tuyền Khê, Tân Trạch, Vương Trạch, Đào Khê, Giao Đạo                                            |
| Vũ Nghĩa | Trấn dân tộc |
| Vũ Nghĩa | Liễu Thành |
| Vũ Nghĩa | Hương |
| Vũ Nghĩa | Đại Điền, Bạch Mỗ, Du Nguyên, Thản Hồng, Tây Liên, Tam Cảng, Đại Khê Khẩu                                          |
| Phổ Giang | Nhai đạo |
| Phổ Giang | Phổ Nam, Tiên Hoa, Phổ Dương                                                                                       |
| Phổ Giang | Trấn |
| Phổ Giang | Hoàng Trạch, Bạch Mã, Trịnh Gia Ổ, Trịnh Trạch, Nham Đầu, Đàn Khê, Hàng Bình                                       |
| Phổ Giang | Hương |
| Phổ Giang | Đại Phán, Trung Dư, Tiền Ngô, Hoa Kiều, Ngu Trạch                                                                  |
| Bàn An | Nhai đạo |
| Bàn An | An Văn, Tân Ác |
| Bàn An | Trấn |
| Bàn An | Nhân Xuyên, Đại Bàn, Phương Tiền, Ngọc Sơn, Thượng Hồ, Lãnh Thủy, Tiêm Sơn                                         |
| Bàn An | Hương |
| Bàn An | Song Phong, Song Khê, Yểu Xuyên, Cửu Hòa, Bàn Phong                                                                |
| Lan Khê | Nhai đạo |
| Lan Khê | Lan Giang, Vân Sơn, Vĩnh Xương, Xích Khê, Nữ Phụ, Thượng Hoa                                                       |
| Lan Khê | Trấn |
| Lan Khê | Hoàng Điếm, Hương Khê, Mã Giản, Mai Giang, Hoành Khê, Du Phụ, Chư Cát                                              |
| Lan Khê | Hương |
| Lan Khê | Linh Động, Bách Xã                                                                                                 |
| Lan Khê | Hương dân tộc |
| Lan Khê | Thủy Đình |
| Nghĩa Ô | Nhai đạo |
| Nghĩa Ô | Trù Thành, Giang Đông, Trù Giang, Bắc Uyển, Hậu Trạch, Thành Tây, Nhập Tam Lý, Phúc Điền                           |
| Nghĩa Ô | Trấn |
| Nghĩa Ô | Phật Đường, Xích Ngạn, Nghĩa Đình, Thượng Khê, Tô Khê, Đại Trần                                                    |
| Đông Dương | Nhai đạo |
| Đông Dương | Ngô Ninh, Nam Thị, Bạch Vân, Giang Bắc, Thành Đông, Lục Thạch                                                      |
| Đông Dương | Trấn |
| Đông Dương | Nguy Sơn, Hổ Lộc, Ca Sơn, Tá Thôn, Đông Dương Giang, Hồ Khê, Mã Trạch, Thiên Tường, Nam Mã, Họa Thủy, Hoành Điếm   |
| Đông Dương | Hương |
| Đông Dương | Tam Đan |
| Vĩnh Khang | Nhai đạo |
| Vĩnh Khang | Đông Thành, Tây Thành, Giang Nam                                                                                   |
| Vĩnh Khang | Trấn |
| Vĩnh Khang | Thạch Trụ, Tiền Thương, Chu Sơn, Cổ Sơn, Phương Nham, Long Sơn, Tây Khê, Tượng Châu, Đường Tiên, Hoa Nhai, Chi Anh |

### Cù Châu
| Thành phố cấp địa khu Cù Châu quản lí 6 đơn vị hành chính cấp huyện, trong đó quản lí trực tiếp 2 quận, 3 huyện và quản lí đại thể 1 thành phố cấp huyện. Các đơn vị hành chính cấp huyện này được chia thành 100 đơn vị hành chính cấp hương, bao gồm 18 nhai đạo, 43 trấn, 38 hương và 1 hương dân tộc. | |
| Kha Thành | Nhai đạo |
| Kha Thành | Tân Tân, Phủ Sơn, Hà Hoa, Tín An, Bạch Vân, Song Cảng, Cù Hóa, Hoa Viên                                                  |
| Kha Thành | Trấn |
| Kha Thành | Thạch Lương, Hàng Phụ |
| Kha Thành | Hương |
| Kha Thành | Hoàng Gia, Thất Lý, Cửu Hoa, Câu Khê, Hoa Thự, Khương Gia Sơn, Vạn Điền, Thạch Thất                                      |
| Cù Giang | Nhai đạo |
| Cù Giang | Chương Đàm, Phù Thạch |
| Cù Giang | Trấn |
| Cù Giang | Thượng Phương, Hạp Xuyên, Liên Hoa, Toàn Vượng, Đại Châu, Hậu Khê, Nhập Lý, Hồ Nam, Cao Gia, Đỗ Trạch                    |
| Cù Giang | Hương |
| Cù Giang | Hôi Bình, Thái Chân, Song Kiều, Chu Gia, Vân Khê, Cử Thôn, Lĩnh Dương, Hoàng Đàn Khẩu                                    |
| Thường Sơn | Nhai đạo |
| Thường Sơn | Thiên Mã, Tử Cảng, Kim Xuyên                                                                                             |
| Thường Sơn | Trấn |
| Thường Sơn | Bạch Thạch, Chiêu Hiền, Thanh Thạch, Cầu Xuyên, Huy Phụ, Phương Thôn                                                     |
| Thường Sơn | Hương |
| Thường Sơn | Hà Gia, Đồng Cung, Đại Kiều Đầu, Tân Xương, Đông Án                                                                      |
| Khai Hóa | Trấn |
| Khai Hóa | Đồng Thôn, Dương Lâm, Tô Trang, Tề Khê, Thôn Đầu, Hoa Phụ, Mã Kim, Trì Hoài                                              |
| Khai Hóa | Hương |
| Khai Hóa | Trung Thôn, Trường Hồng, Hà Điền, Lâm Sơn, Âm Khanh, Đại Khê Biên                                                        |
| Long Du | Nhai đạo |
| Long Du | Long Châu, Đông Hoa |
| Long Du | Trấn |
| Long Du | Hồ Trần, Tiểu Nam, Chiêm Gia, Khê Khẩu, Hoành Sơn, Tháp Thạch                                                            |
| Long Du | Hương |
| Long Du | La Gia, Miếu Hạ, Thạch Phật, Xã Dương, Đại Nhai, Mô Hoàn                                                                 |
| Long Du | Hương dân tộc |
| Long Du | Mộc Trần |
| Giang Sơn | Nhai đạo |
| Giang Sơn | Song Tháp, Hổ Sơn, Thanh Hồ                                                                                              |
| Giang Sơn | Trấn |
| Giang Sơn | Tứ Đô, Đàn Thạch, Đại Kiều, Tân Đường Biên, Nhập Bát Đô, Trường Đài, Thượng Dư, Phượng Lâm, Hạp Khẩu, Thạch Môn, Hạ Thôn |
| Giang Sơn | Hương |
| Giang Sơn | Đại Trần, Oản Diêu, Bảo An, Đường Nguyên Khẩu, Trương Thôn                                                               |

### Chu Sơn
| Thành phố cấp địa khu Chu Sơn quản lí trực tiếp 4 đơn vị hành chính cấp huyện, bao gồm 2 quận, 2 huyện. Các đơn vị hành chính cấp huyện này được chia thành 36 đơn vị hành chính cấp hương, bao gồm 14 nhai đạo, 17 trấn và 5 hương. | |
| Định Hải | Nhai đạo                                                                                                 |
| Định Hải | Xương Quốc, Hoàn Nam, Thành Đông, Diêm Thương, Lâm Thành, Sầm Cảng, Mã Áo, Song Kiều, Tiểu Sa, Thiên Đảo |
| Định Hải | Trấn |
| Định Hải | Kim Đường, Bạch Tuyền, Cán Lãm                                                                           |
| Phổ Đà | Nhai đạo                                                                                                 |
| Phổ Đà | Thẩm Gia Môn, Đông Cảng, Chu Gia Tiêm, Triển Mao                                                         |
| Phổ Đà | Trấn |
| Phổ Đà | Lục Hoành, Hà Trì, Đào Hoa, Đông Cực, Phổ Đà Sơn                                                         |
| Đại Sơn | Trấn |
| Đại Sơn | Cao Đình, Đông Sa, Đại Đông, Đại Tây, Trường Đồ, Cù Sơn                                                  |
| Đại Sơn | Hương |
| Đại Sơn | Tú Sơn                                                                                                   |
| Thặng Tứ | Trấn |
| Thặng Tứ | Thái Viên, Thặng Sơn, Dương Sơn                                                                          |
| Thặng Tứ | Hương |
| Thặng Tứ | Ngũ Long, Hoàng Long, Cẩu Kỷ, Hoa Điểu                                                                   |

### Thai Châu
| Thành phố cấp địa khu Thai Châu quản lí 9 đơn vị hành chính cấp huyện, trong đó quản lí trực tiếp 3 quận, 3 huyện và quản lí đại thể 3 thành phố cấp huyện. Các đơn vị hành chính cấp huyện này được chia thành 129 đơn vị hành chính cấp hương, bao gồm 44 nhai đạo, 61 trấn và 24 hương. | |
| Tiêu Giang | Nhai đạo |
| Tiêu Giang | Hải Môn, Bạch Vân, Gia Chỉ, Hồng Gia, Tam Giáp, Hạ Trần, Tiền Sở, Chương An                                                                               |
| Tiêu Giang | Trấn |
| Tiêu Giang | Đại Trần |
| Hoàng Nham | Nhai đạo |
| Hoàng Nham | Đông Thành, Nam Thành, Tây Thành, Bắc Thành, Tân Tiền, Trừng Giang, Giang Khẩu, Cao Kiều                                                                  |
| Hoàng Nham | Trấn |
| Hoàng Nham | Ninh Khê, Bắc Dương, Đầu Đà, Viện Kiều, Sa Phụ |
| Hoàng Nham | Hương |
| Hoàng Nham | Tự Đầu, Thượng Trịnh, Phú Sơn, Mao Xa, Thượng Dương, Bình Điền                                                                                            |
| Lộ Kiều | Nhai đạo |
| Lộ Kiều | Lộ Nam, Lộ Kiều, Lộ Bắc, Loa Dương, Đồng Tự, Phong Giang                                                                                                  |
| Lộ Kiều | Trấn |
| Lộ Kiều | Tân Kiều, Hoành Nhai, Kim Thanh, Bồng Nhai |
| Tam Môn | Nhai đạo |
| Tam Môn | Hải Du, Hải Nhuận, Sa Liễu |
| Tam Môn | Trấn |
| Tam Môn | Châu Áo, Đình Bàng, Kiện Khiêu, Hoành Độ, Phổ Bá Cảng, Hoa Kiều                                                                                           |
| Tam Môn | Hương |
| Tam Môn | Xà Bàn |
| Thiên Thai | Nhai đạo |
| Thiên Thai | Xích Thành, Thủy Phong, Phúc Khê |
| Thiên Thai | Trấn |
| Thiên Thai | Bạch Hạc, Thạch Lương, Nhai Đầu, Bình Kiều, Thản Đầu, Tam Hợp, Hồng Trù                                                                                   |
| Thiên Thai | Hương |
| Thiên Thai | Tam Châu, Long Khê, Lôi Phong, Nam Bình, Vịnh Khê |
| Tiên Cư | Nhai đạo |
| Tiên Cư | An Châu, Nam Phong, Phúc Ứng |
| Tiên Cư | Trấn |
| Tiên Cư | Hoành Khê, Phụ Đầu, Bạch Tháp, Điền Thị, Quan Lộ, Hạ Các, Chu Khê                                                                                         |
| Tiên Cư | Hương |
| Tiên Cư | An Lĩnh, Khê Cảng, Tưu Sơn, Đạm Trúc, Bà Than, Thượng Trương, Bộ Lộ, Quảng Độ, Đại Chiến, Song Miếu                                                       |
| Ôn Lĩnh | Nhai đạo |
| Ôn Lĩnh | Thái Bình, Thành Đông, Thành Tây, Thành Bắc, Hoành Phong                                                                                                  |
| Ôn Lĩnh | Trấn |
| Ôn Lĩnh | Trạch Quốc, Đại Khê, Tùng Môn, Nhược Hoành, Tân Hà, Thạch Đường, Tân Hải, Ôn Kiệu, Thành Nam, Thạch Kiều Đầu, Ổ Căn                                       |
| Lâm Hải | Nhai đạo |
| Lâm Hải | Cổ Thành, Đại Dương, Giang Nam, Đại Điền, Thiệu Gia Độ |
| Lâm Hải | Trấn |
| Lâm Hải | Tấn Kiều, Đông Thăng, Hối Khê, Tiểu Chi, Hà Đầu, Bạch Thủy Dương, Quát Thương, Vĩnh Phong, Vưu Khê, Dũng Tuyền, Duyên Giang, Đỗ Kiều, Thượng Bàn, Đào Chử |
| Ngọc Hoàn | Nhai đạo |
| Ngọc Hoàn | Ngọc Thành, Khảm Môn, Đại Mạch Tự |
| Ngọc Hoàn | Trấn |
| Ngọc Hoàn | Thanh Cảng, Sở Môn, Cán Giang, Sa Môn, Lô Phổ, Long Khê                                                                                                   |
| Ngọc Hoàn | Hương |
| Ngọc Hoàn | Kê Sơn, Hải Sơn |

### Lệ Thủy
| Thành phố cấp địa khu Lệ Thủy quản lí 9 đơn vị hành chính cấp huyện, trong đó quản lí trực tiếp 1 quận, 6 huyện, 1 huyện tự trị và quản lí đại thể 1 thành phố cấp huyện. Các đơn vị hành chính cấp huyện này được chia thành 173 đơn vị hành chính cấp hương, bao gồm 31 nhai đạo, 53 trấn, 1 trấn dân tộc, 82 hương và 6 hương dân tộc. | |
| Liên Đô | Nhai đạo |
| Liên Đô | Tử Kim, Nham Tuyền, Vạn Tượng, Bạch Vân, Liên Thành, Nam Minh Sơn |
| Liên Đô | Trấn |
| Liên Đô | Bích Hồ, Đại Cảng Đầu, Nhã Khê |
| Liên Đô | Trấn dân tộc |
| Liên Đô | Lão Trúc |
| Liên Đô | Hương |
| Liên Đô | Thái Bình, Tiên Độ, Phong Nguyên, Hoàng Thôn |
| Liên Đô | Hương dân tộc |
| Liên Đô | Lệ Tân |
| Thanh Điền | Nhai đạo |
| Thanh Điền | Hạc Thành, Âu Nam, Du Trúc, Tam Khê Khẩu |
| Thanh Điền | Trấn |
| Thanh Điền | Ôn Khê, Đông Nguyên, Cao Hồ, Thuyền Liêu, Hải Khẩu, Tịch Khẩu, Bắc Sơn, Sơn Khẩu, Nhân Trang, Trinh Phụ                                                                                          |
| Thanh Điền | Hương |
| Thanh Điền | Vạn Sơn, Hoàng Dương, Quý Trạch, Cao Thị, Hải Khê, Chương Thôn, Trinh Vượng, Thư Kiều, Cự Phổ, Vạn Phụ, Phương Sơn, Thang Dương, Quý Áo, Tiểu Chu Sơn, Ngô Khanh, Nhân Cung, Chương Đán, Phụ Sơn |
| Tấn Vân | Nhai đạo |
| Tấn Vân | Ngũ Vân, Tân Bích, Tiên Đô |
| Tấn Vân | Trấn |
| Tấn Vân | Hồ Trấn, Tân Kiến, Thư Hồng, Đại Dương, Đông Độ, Đông Phương, Đại Nguyên |
| Tấn Vân | Hương |
| Tấn Vân | Thất Lý, Tiền Lộ, Tam Khê, Dong Giang, Song Khê, Hồ Nguyên, Phương Khê, Thạch Kiển |
| Toại Xương | Nhai đạo |
| Toại Xương | Diệu Cao, Vân Phong |
| Toại Xương | Trấn |
| Toại Xương | Tân Lộ Loan, Bắc Giới, Kim Trúc, Đại Chá, Thạch Luyện, Vương Thôn Khẩu, Hoàng Sa Yêu |
| Toại Xương | Hương |
| Toại Xương | Liêm Trúc, Ứng Thôn, Cao Bình, Hồ Sơn, Thái Nguyên, Tiêu Than, Long Dương, Chá Đại Khẩu, Tây Phán, Am Khẩu                                                                                       |
| Toại Xương | Hương dân tộc |
| Toại Xương | Tam Nhân |
| Tùng Dương | Nhai đạo |
| Tùng Dương | Tây Bình, Thủy Nam, Vọng Tùng |
| Tùng Dương | Trấn |
| Tùng Dương | Cổ Thị, Ngọc Nham, Tượng Khê, Đại Đông Bá, Tân Hưng |
| Tùng Dương | Hương |
| Tùng Dương | Diệp Thôn, Trai Đàn, Tam Đô, Trúc Nguyên, Tứ Đô, Xích Thọ, Chương Khê, Phong Bình, Dụ Khê, An Dân                                                                                                |
| Tùng Dương | Hương dân tộc |
| Tùng Dương | Bản Kiều |
| Vân Hòa | Nhai đạo |
| Vân Hòa | Phù Vân, Nguyên Hòa, Bạch Long Sơn, Phượng Hoàng Sơn |
| Vân Hòa | Trấn |
| Vân Hòa | Sùng Đầu, Thạch Đường, Khẩn Thủy Than |
| Vân Hòa | Hương |
| Vân Hòa | Xích Thạch |
| Vân Hòa | Hương dân tộc |
| Vân Hòa | Vụ Khê, An Khê |
| Khánh Nguyên | Nhai đạo |
| Khánh Nguyên | Tùng Nguyên, Mông Châu, Bình Đô |
| Khánh Nguyên | Trấn |
| Khánh Nguyên | Hoàng Điền, Trúc Khẩu, Hà Địa, Tả Khê, Hiền Lương, Bách Sơn Tổ |
| Khánh Nguyên | Hương |
| Khánh Nguyên | Lĩnh Đầu, Ngũ Đại Bảo, Ứ Thượng, An Nam, Trương Thôn, Long Cung, Cử Thủy, Giang Căn, Long Khê, Quan Đường                                                                                        |
| Cảnh Ninh | Nhai đạo |
| Cảnh Ninh | Hồng Tinh, Hạc Khê |
| Cảnh Ninh | Trấn |
| Cảnh Ninh | Bột Hải, Đông Khanh, Anh Xuyên, Sa Loan |
| Cảnh Ninh | Hương |
| Cảnh Ninh | Đại Quân, Trừng Chiếu, Mai Kỳ, Trịnh Khanh, Đại Tế, Cảnh Nam, Nhạn Khê, Lô Từ, Ngô Đồng, Tiểu Khê, Mao Dương, Thu Lô, Đại Địa, Gia Địa, Cửu Long                                                 |
| Long Tuyền | Nhai đạo |
| Long Tuyền | Long Uyên, Tây Nhai, Kiếm Trì, Thạch Đạt Thạch |
| Long Tuyền | Trấn |
| Long Tuyền | Bát Đô, Thượng Dương, Tiểu Mai, Tra Điền, An Nhân, Cẩm Khê, Trụ Long, Bình Nam |
| Long Tuyền | Hương |
| Long Tuyền | Lan Cự, Bảo Khê, Đạo Thái, Nham Chương, Thành Bắc, Long Nam |
| Long Tuyền | Hương dân tộc |
| Long Tuyền | Trúc Dương |